# Obsjtina Banite
Obsjtina Banite (bulgariska: Община Баните) är en kommun i Bulgarien.   Den ligger i regionen Smoljan, i den centrala delen av landet, 180 km sydost om huvudstaden Sofia.
Obsjtina Banite delas in i:
- Gălăbovo
- Davidkovo
- Zagrazjden
- Orjachovets
- Stărnitsa
- Visjnevo
- Drjanka
- Malka Arda

Följande samhällen finns i Obsjtina Banite:
- Banite

I omgivningarna runt Obsjtina Banite växer i huvudsak blandskog. Runt Obsjtina Banite är det glesbefolkat, med 19 invånare per kvadratkilometer.